# エジザージュバシュ女子バレーボールチーム
エジザージュバシュ女子バレーボールチーム（Eczacıbaşı VitrA）は、トルコのイスタンブールを本拠地とする女子バレーボールクラブ。
エジザージュバシュ・スポル・クリュビュ（Eczacıbaşı Spor Kulübü）の女子バレーボール部門である。
欧州チャンピオンズリーグ等のCEV主催の大会には、本拠地もチーム名に入れて「Eczacıbaşı VitrA Istanbul」と表記される事がある。

## 主な成績
バレーボール女子世界クラブ選手権
- 優勝：2015、2016

 欧州チャンピオンズリーグ
- 優勝：2014

 トルコリーグ
- 優勝：1973, 1974, 1975, 1976, 1977, 1978, 1979, 1980, 1981, 1982, 1983, 1983–84, 1984–85, 1985–86, 1986–87, 1987–88, 1988–89, 1993–94, 1994–95, 1998–99, 1999–2000, 2000–01, 2001–02, 2002–03, 2005–06, 2006–07, 2007–08, 2011–12

 トルコカップ
- 優勝：1998–99, 1999–2000, 2000–01, 2001–02, 2002–03, 2008–09, 2010–11, 2011–12

## チーム名遍歴
- 1968-2007：エジザージュバシュ
- 2007-2010：エジザージュバシュ・ゼンティワヴァ
- 2010-2021：エジザージュバシュ・ヴィトラ
- 2021-現在：エジザージュバシュ・ダイナビット

## 登録選手
2024-25年シーズンの登録選手は次の通り。
| 背番号 | 国籍/名前                | ポジション           | 身長 | 備考       |
| ------ | ------------------------ | -------------------- | ---- | ---------- |
| 1      | Tuna Aybüke özel         | リベロ               | 1.62 |            |
| 2      | シムゲ・アコズ           | リベロ               | 1.68 |            |
| 3      | ティヤナ・ボシュコビッチ | オポジット           | 1.93 | キャプテン |
| 4      | ベイザ・アルジュ         | ミドルブロッカー     | 1.93 |            |
| 7      | ハンデ・バラドゥン       | アウトサイドヒッター | 1.87 |            |
| 8      | シニアード・ジャック     | ミドルブロッカー     | 1.98 |            |
| 9      | アレクサ・グレイ         | アウトサイドヒッター | 1.85 |            |
| 10     | ヤプラク・エルケック     | アウトサイドヒッター | 1.82 |            |
| 11     | ナズ・アイデミル         | セッター             | 1.86 |            |
| 12     | エリフ・シャヒン         | セッター             | 1.90 |            |
| 14     | ダナ・レットケ           | ミドルブロッカー     | 2.03 |            |
| 15     | ヨバナ・ステバノビッチ   | ミドルブロッカー     | 1.92 |            |
| 16     | Anna Nicoletti           | オポジット           | 1.93 |            |
| 17     | Eylül Durgun             | アウトサイドヒッター | 1.89 |            |
| 22     | キャサリン・プラマー     | アウトサイドヒッター | 2.01 |            |

## 歴代所属選手
| - オズレム・オズチェリック - バハル・メルト - アイスン・オズベク - デニズ・ハクイェメズ - ナズ・アイデミル - ネリマン・オズソイ - ギュルデン・カヤラル - エスラ・ギュムシュ - ネディナ・オネル - ネスリハン・デミル - オズゲ・チェンベルジ - ニライ・オズデミル - ギョクチェン・デンケル - ギュルデニズ・オナル - エルギュル・アブジュ - セニイェ・ダルベレル - ファトマ・シェケルチ - アスマン・カラコユン - ビュスラ・ジャンス - ギョズデ・ユルマズ - メリハ・イスマイロール - シェイマ・エルジャン - サリハ・シャヒン | - イリーナ・スミルノーワ - エフゲーニャ・アルタモノワ - タチアナ・グラチェワ - リュボフ・ソコロワ - エレーナ・ゴーディナ - マリア・ボロダコワ - タチアナ・コシェレワ - イリーナ・ボロンコワ - タイーバ・ハニーフ - ナンシー・メトカフ - ヘザー・バウン - クリスタ・ハーモット - ジョーダン・ラーソン - ローレン・ギブマイヤ - カーリー・ロイド - モリー・クレクロウ - レイチェル・アダムズ - マッケンジー・アダムス - チアカ・オグボグ - ジョーダン・トンプソン - タイーザ・メネセス - ナタリア・ペレイラ - アントネッラ・デルコーレ | - ベスナ・ツィタコビッチ - イバナ・ジェリシロ - マーヤ・オグニェノビッチ - ナターシャ・クルスマノビッチ - ドラガナ・マリンコビッチ - アレクサンドラ・ペトロビッチ - ティヤナ・ボシュコビッチ - スラジャナ・ミルコビッチ - バーバラ・イエリッチ - ミラ・トピッチ - セナ・ウーシッチ・ヨグニツァ - マーヤ・ポリャク - クリスティアネ・フュルスト - デニーゼ・ハンケ - マルティナ・チルニアンスカ - ラウラ・ヘイルマン - エレナ・ハベルコバ - アントニナ・ゼトバ - 王一梅 - ベタニア・デラクルス - ミルカ・フランシア - ロシル・カルデロン - キム・ヨンギョン |